# Psychodonna
Psychodonna è il primo album da solista di Rachele Bastreghi, nota come componente dei Baustelle, pubblicato il 30 aprile 2021, a 6 anni di distanza dal suo precedente EP, Marie.

## Il disco
Anticipato dal singolo Penelope, uscito il 9 aprile dello stesso anno, l'album vede la luce il 30 aprile 2021, prodotto da Mario Conte e dalla stessa Bastreghi. A livello tematico, si presenta come una descrizione dell'animo femminile, un viaggio intimo, nella propria psiche, definito proprio dalla stessa come un "dramma in discoteca"  Per l'appunto sul titolo la musicista ha così dichiarato: 
"Psyché in greco vuol dire anima, respiro vitale, e l'album è un concept sull’anima femminile – la mia – e una sorta di viaggio introspettivo, un'esplorazione di me stessa. Però mi piaceva anche l'altro senso del termine, quello generico di follia, che legato a “donna” – un concetto che ci tenevo a sottolineare, per ovvie ragioni – trasmette un'immagine di grande impatto: una donna dai forti contrasti, senza mezze misure, che vive di timidezza e di irruenza, di inquietudine e gioia di vivere, di sofferenza. La foto della copertina, con me in movimento, rientra nel quadro globale"
Dal punto di vista musicale, l'album fa ampio utilizzo di sintetizzatori e clavicembalo, sperimentando e cercando di fondere diverse anime, dalla musica francese a quella classica, tutto all'interno di un contesto fortemente influenzato dalla musica elettronica. 
La quinta traccia vede la partecipazione di Silvia Calderoni, mentre Due ragazze a Roma è scritta in collaborazione con Meg e cantata insieme a quest'ultima e a Chiara Mastroianni. E' contenuta nella tracklist anche una cover di Fatelo con me, brano scritto da Ivano Fossati e interpretato da Anna Oxa. 

## Tracce
Testi e musiche di Rachele Bastreghi (eccetto dove indicato).
1. Poi mi tiro su – 3:59
2. Lei – 3:53
3. Not for me – 4:27
4. Come Harry Stanton – 4:30
5. Penelope (feat. Silvia Calderoni) – 4:03
6. Due ragazze a Roma (feat. Meg, Chiara Mastroianni) – 4:59 (Rachele Bastreghi, Maria Di Donna)
7. Psychodonna – 4:36
8. Fatelo con me – 3:27 (Ivano Fossati)
9. Resistenze – 4:36

## Formazione
- Rachele Bastreghi: voce, organo hammond, clavicembalo, chitarre, mellotron, sintetizzatore, pianoforte, programmazioni, timpani, piano elettrico, arrangiamenti
- Mario Conte: batteria, programmazioni, pianoforte, mellotron, piano elettrico, sintetizzatore, organo hammond
- Gloria Navone: voce addizionale
- Fabio Rondanini: batteria, percussioni
- Marco Carusino: chitarre
- Colapesce: basso, batteria, chitarre, programmazioni
- Luca Medioli: corni
- Ambra Cozzi: oboe
- Marco Gentile: viola, violino
- Davide Fronterrè: basso
- Chiara Mastroianni, Meg: voce